# Bandyus
Bandyus es un género de foraminífero planctónico considerado como nomen nudum e invalidado, aunque considerado perteneciente a la familia Catapsydracidae, de la superfamilia Globorotalioidea, del suborden Globigerinina y del orden Globigerinida. Su especie tipo es Globorotaloides suteri subsp. relizensis. Su rango cronoestratigráfico abarca desde el Mioceno hasta el Pleistoceno.

## Descripción
Bandyus no fue originalmente descrito, tan sólo su especie tipo, y por tanto fue invalidado de acuerdo al Art. 13 del ICZN. La especie tipo fue descrita con concha trocoespiralada globigeriniforme, cámaras globulares, contorno ecuatorial subcuadrado y lobulado, periferia redondeada, abertura principal umbilical a umbilical-extraumbilical, y pared calcítica hialina radial con superficie groseramente reticulada. Estas características coinciden con las de Globorotaloides, y por tanto Bandyus podría ser un sinónimo posterior.

## Discusión
Clasificaciones posteriores incluirían Bandyus en la familia Globigerinidae. Bandyus fue propuesto como un subgénero de Globorotaloides, es decir, Globorotaloides (Bandyus).

## Clasificación
Bandyus incluía a las siguientes especie y subespecie:
- Bandyus relizensis †
  - Bandyus relizensis extraumbilicatus †